# تغريبة بني حتحوت (رواية)
تغريبة بني حتحوت إلى بلاد الشمال  رواية للكاتب المصري مجيد طوبيا (1938 - 2022) صدرت عام 1988 عن دار الشروق في 276 صفحة. قسم الكاتب روايته إلى تسعة عشر جزءاً يشكل مجموعها رحلة بني حتحوت إلى شمال مصر خلال أواخر عصر المماليك، أيام سيطرة الدولة العثمانية اسماً على مصر. اختار اتحاد الكتاب العرب «تغريبة بني حتحوت» ضمن قائمة أفضل 100 رواية عربية صدرت في القرن العشرين.
الكاتب مجيد طوبيا حصل على وسام العلوم والفنون من الطبقة الأولى عام 1979، كما حصل على جائزة الدولة التشجيعية في الآداب من المجلس الأعلى لرعاية الفنون والآداب والعلوم الاجتماعية عام 1979، وفي عام 2014 حصل على جائزة الدولة التقديرية للآداب.

## ملخص أحداث الرواية
تبدأ أحداث التغريبة من بعد منتصف القرن التاسع عشر (1760- 1801) وذلك قبل دخول الحملة الفرنسية بقيادة نابليون، وكان ذلك أثناء حكم المماليك وتمتد إلى فترة حكم محمد علي، تبدأ الرواية بالحديث عن عائلة من منطقة المنيا في صعيد مصر واسم القرية هو (تلة)، وهذه القرية كانت غالباً ما تتسبب بالمشاكل لدولة المماليك وحكمهم، ويأتي السرد هنا ويصف القرية والعائلة ومشاكلها الاجتماعية والسياسية، ومنها ميلاد الحتحوت الكبير الذي سيأتي من نسله باقي أفراد العائلة، ويتغرب حتحوت، ويجوب البلاد. الرواية من نوع الرواية التاريخية التي تستقي التاريخ كخلفية للأحداث وحياة الشخصيات وتتداخل مع حياة تلك الشخصيات وأهمها مرسي رمضان حتحوت وأخوه حتحوت رمضان حتحوت، وتغريبتهم على طول بلاد النيل حتى يصلون إلى القاهرة. يختلط التاريخ بالشخص بالحدث، وهي رواية مصرية عن تاريخ مصر أيام الحملة الفرنسية وحياة الناس وما يواجهونه من أهوال ومصاعب، تتشابك فيها الحكايات وتتوالى الشخصيات فتأتي أحدها وتذهب أخرى في ذلك السرد الطويل.

## مقتطفات من الرواية
في تلك الأيام القديمة عندما ولد رضوان رأته أمه أجمل أطفال القرية، فخافت عليه من الحسد وجعلت زوجها يشتري بخورا وبخرته، ومع أن الأيام أظهرت أن جماله ليس من فلتات الحسن إلا أنها حملته ذات شروق وتوجهت غرباً لمدة ساعتين أو أكثر إلى أن وصلت إلى بحر يوسف، وهناك سألت عن شيخ مشهور بفن السحر وأعطته بطة سمينة فكتب لها رقية دسها في كيس جلدي مثلث الشكل، علقته في رقبة رضوان وعادت به، وبفضل الله نجحت هذه الرقية في صد عيون الحاسدين، فكبر رضوان وشب، وما أن بلغ الرابعة عشرة حتى رأت أن تزوجه من فتاة لم تكن أجمل الصبايا لكنها طيبة ومستورة، يزرع أبوها أربعة فدادين ويمتلك بقرة وحمارا ومعزة وطيوراً كثيرة، فلما استشارت ولدها رضوان ظل يتهرب ويماطل ولا يبقى في الدار إلا للأكل أو النوم، فراقبته ووجدته كثير الشرود، فقالت: هذا والله حال العاشقين... ورفض أن يبوح بمكنون فؤاده، لكنها لاحظت أنه ميال إلى «أم الخير» لأن وجهه يصبح في لون الليمون كلما مرت من أمامه، فحرصت في اليوم التالي على أن تمعن النظر إليها، فذهلت من حسنها وشهقت وعذرت ولدها، وفي الليل سالت دموعها حزنا عليه لأن والد أم الخير لن يرضى لها إلا بأغنى الرجال، وولدها بلا مال فماذا يكون الحال؟؟
هذا عن رضوان بن حتحوت، أما حكاية أم الخير فإنها ولدت بعد أربعة ذكور وجاء بعدها ذكر ثم ثلاث أناث، فكانت الأجمل، ومنذ صغرها وملامحها تشي بهدوء الطبع وبحسنها الفتان، وما أن بلغت الثانية عشرة حتى استوت صبية رشيقة القد وردية الوجنتين كحيلة الطرف سوداء العينين، وكي تكتمل محاسنها أنتقت عن أمها فن الطهي وعرفت فن المنسج، تشغل وتطرز المناديل والشيلان ثم تعطيها للدلالة كل شهر تبيعها لها في المدينة وتربح وتدخر، كما أنها تعلمت متى تهش وتبش ومتى تنهر وتصد، فتهافت عليها شبان القرية والقرى المجاورة وشابان من مدينة المنيا ذاتها، لكن والدها شعر أنها ميالة إلى رضوان، وكان يرتاح إليه ويثق أنه يعرف قدرها ومن أجلها صار ألصق به من أبنائه الذكور، يعاونه في الحقل ويشتري له لوازمه من المدينة، لكنه خجول لا يجد الكلام ولا يتقدم لطلبها، فأدرك الرجل أنه عزيز النفس يخشى الرفض لرقة الحال. . وفي ليلة صيفية والنيل المبارك قد أوفى بفيضانه وطميه، والأرض ارتوت وانتعشت، كان الرجل سائرا فإذا به يرى رضوان منزويا وحيداً مهموماً، فخمن حاله وجلس جواره وسأله عما يشغله والح فقال الفتى بصوت كسير: سأهجر البلدة وأعمل مراكبي مع عمي جابر.
سأله مشفقاً: أهربا من مليحة أم سعيا وراءها؟؟
زاغت عيناه ارتباكاً فعاجله الرجل: عندي دواؤك
تهلل رضوان. . قال الشيخ: وصفة الغرام أعرفها، خذها من مجرب، ولا تحمل هم النقود فالوصفة زهيدة الثمن يقدر على تكاليفها أفقر الئاس.
.......
ربت الرجل على كتفه في حنان الأب وقال: اليك وإن كان قصدك ابنتي أم الخير فهي لك مبروك.
فجمد العاشق وقتاً ثم هب مهللاً. . وكادت أمه أن تطير من الفرحة مثل الحمام، وعاونه أبوه حتحوت في تجهيز داره، فجعل السقف من جذوع النخيل المتينة وغطاها بالجريد والسعف وعيدان الذرة، وقضى الأيام يكسوها بالطين المعجون بالتبن، ثم اشترى الرحا الحجري لطحن الحبوب، وبنى الفرن للخبيز وللنوم فوقه في برد الشتاء. . وتم الزفاف وخرج حماه إلى جميع الناس رافعاً يده بدليل الشرف الأكيد.
.......
أن أم الخير انكبت تهتم بالدجاج وتجمع البيض، البيضة التي بها بذرة تتركها للدجاج يرقد عليها لتفقس كتكوتا، وتعمل الجبن والزبدة، وعندما تنتهي من كل ذلك تركع على ركبتيها أمام المنسج، وينتهي النهار وتذهب الشمس بنورها فتعمل على نور اللمبة، فيحز الألم في قلب مرسي ولا تستجيب له أو لأبيه بأن تستريح، وفي ليلة ابتسمت له وقالت: كبرت يا مرسي وأنت الوحيد، عامين أو ثلاثة وأبحث لك عن زوجة، وسوف يلزمك المال وعلينا فوق هذا أن نكون جاهزين لزيارة الصراف القادمة، إننا مثل النمل يا ابني ما نجمعه في عام يأخذه الجمل في خف. وفي الزيارة التالية دفعت القرية ما عليها دون تلكوء، ومن لم يقدر ترك زراعته وطفش بزوجته وأطفاله ونزل إلى مدينة المنيا يتسول، منهم عوض ومدكور ومندور، فحنق مرسي ونادى بقتل الملتزم فزجره أبوه ونصحه بعدم الغضب لأن الغضب وليف الجنون! . . لكن ما هو إلا شهر أو أكثر إلا وعاد مدكور ومندور إلى البلدة وحكيا إن البك الملتزم قد مات مذبوحاً، وظل الشيوخ يسألونهما ويطالبونهما بالتفاصيل وهم في أشد الخوف من أن يكونا الفاعلين.
......
ثم كان أن سنحت فرصة الرحيل إلى أسيوط مع عدد من التجار، ففردت المركب قلوعها لتسوقها نسمة الشمال ضد اتجاه التيار، وزادت خبرة مرسي بالملاحة في أصعب مناطق النهر وعورة، وبعد حوالي تسعة أيام لاحت مشارف أسيوط، فرأى في جهتها البحرية حدائق بهيجة ثم بعض القصور والأبنية الجميلة، وتهادت المركب حتى رسوا في «الحمراء» ثغر المدينة، فوجدوا جسراً يعلو مياه الفيضان ويقودهم إلى البر، ونزل التجار لشراء حاجاتهم، وأشار الريس جابر جهة الغرب إلى بعض البيوت المشيدة فوق التلال وقال: هذه بيوت المماليك، وبنوها في أعلى مكان كي تشرف على المدينة.
.......
انتهت أيام النفاس وعادت أم الخير لدارها فوجدت جدياً مربوطا أمام دارها، رأت أذنه مشرومة ففهمت أن رجلها نذره من أجل حلقة الشعر الأولى للطفل حتحوت، ابتسمت: ألأنه جاء بعد أحد عشر عاما من زواجنا ؟
- خمسة عشر يا غالية.
- إنك لم تفعل هذا مع مرسي وكان البكري.
- سيلفت الجدي أنظار الناس فلا يلتفت حسود إلى الطفل
فباركت فعله وأطلقت الجدي من رباطه، وصار كل من رأى أذنه المشرومة يعرف أنه منذور فيتركه يرعى في أي مكان حتى حقول القمح، وبعد عام كامل امتلأ لحماً وشحماً فأرسلوا في طلب المزين من المدينة فجاء بمخلاته، وأحضرت الأمهات جميع الأطفال الذين في عمر حتحوت وكانوا ستة وهو سابعهم، أجلسهم المزين متجاورين، وصار يحلق لكل واحد منهم حلقته الأولى بين زغاريد الأمهات فلا يترك شعرا في رأسه، وكل أم تحرص على جمع شعر طفلها وعجنه في كرة من الطين ثم تلقي به إلى القناة الصغيرة الآخذة مياهها من النيل المبارك، وبعد ذلك جاء من ذبح الجدي المسمن وسلخه ثم قسموه بينهم للطهي وعمل الفتة، وبمجرد أن ألقت أم الخير كرة الطين إلى الماء حتى دفعها إحساس غريب للنظر جهة الشرق فنظرت ورأت ابنها مرسي قادماً يسحب من خلفه بقرة صغيرة قدمها إليها قائلاً: عوضاً عن البقرة التي أخذها مراد الغادر.

## نقد وتعليقات
كتب إيهاب الملاح على موقع «الشروق» في 9 أبريل 2022: «كنت أنتظر حلقات» التغريبة«بفارغ الصبر ليلة الجمعة، أمكث بالساعات جوار بائعة الجرائد حتى تصل عربة (الأهرام) وتسلمها نسخ عدد الجمعة العامرة بالصفحات، وضمنها الملحق الثقافى الذي كانت تنشر الرواية على صفحاته الأولى. لم أكن أستطيع صبرا حتى الوصول إلى المنزل، بجوار بائعة الجرائد أجلس على الرصيف وأفتح الصفحات وأشرع في القراءة، ولا أكاد أعى بما حولى حتى تنتهى الحلقة بسردها وسحرها وعالمها المتخيل المبهج، وبتلك القدرة العارمة على التخييل والوصف، ورسم المشهد بكل تفاصيله التي تجعله ماثلا أمام عينيك، كأنك تشاهد فيلما سينمائيا مبهرا. وعندما أعود إلى المنزل كنت أقص الصفحات الخاصة بحلقات الرواية وأجمعها في أرشيف خاص ما زلت أحتفظ به حتى اليوم فوق سطوح بيتنا القديم بجوار بين السرايات والجامعة. كانت أياما رائعة؛ فيها ما نتذكره ونسعد حين نتذكره، ولله الأمر في كل حين، وعلى كل حال»، واستطرد الكاتب: «البحث عن خصوصية جمالية للرواية العربية باستلهام الأشكال الموروثة والعمل على تطويرها، ومجيد طوبيا في ذلك مثله مثل جمال الغيطانى الذي كان يشكل البحث عن جمالية سردية عربية في فن الرواية شغله الشاغل وهمه المقيم. ولم يكن غريبا أن تحظى الرواية بقراءات نوعية ممن اشتغلوا على بحث العناصر التراثية في الرواية العربية، وبخاصة الناقد الدكتور مراد عبد الرحمن مبروك في دراسته بالعنوان ذاته».
كتب محمد الشحات على صحيفة الدوحة في 8 أبريل 2020: "اتّجه أغلب كتّاب الستينيات إلى مجاوزة الأشكال التقليدية في السرد العربي؛ فعكفوا على استقراء التراث العربي بأشكال مختلفة، واستلهموه في عناصر وأبنية جمالية وثقافية متباينة، فذهب كلّ واحد منهم مذهباً مستقلاً حسب مرجعيّاته الثقافية أو موهبته الفطرية، حاولوا-  من بينهم مجيد طوبيا-  تأسيس سرديّات مغايرة، فاتّجه بعضهم إلى التراث لاكتشاف عناصره الحية ومواطن قابليته لإعادة الحكي والتنصيص في سياقات سردية وثقافية راهنة. من هنا، كتب مجيد طوبيا" تغريبة بنى حتحوت" التي استلهمت تراث السيرة الشعبية العربيّة وعناصرها السردية، بكلّ ما اشتملت عليه من قصص وعجائب وغرائب وحكايات وأمثال وأشعار وأغان ومواويل. ينسج طوبيا تغريبته السردية على منوال "تغريبة بنى هلال"، ويتابع: "تغربية بني حتحوت واحدة من علامات الرواية العربيّة في السنوات الخمسين الماضية، حيث تُرجِمت إلى عدة لغات".
كتب فتحي حمد الله على موقع رقيم في 18 مارس 2020: «تعد» تغريبة بني حتحوت«درة التاج بين روايات الكاتب، حيث جاءت ضمن أفضل مائة رواية عربية طبقاً لقائمة اتحاد الكتاب العرب وصنفت من الروايات التاريخية التي تتطلب جهداً بالغاً، فقد أستغرق الكتاب ستة أعوام كاملة في كتابتها، وجمع المادة العلمية المتعلقة بها في عام كامل، وهي تعتمد على فكرة الرحلة المقترنة بالنبوءة وهي ما يسمى التغريبة».
جاء على موقع «البوابة نيوز» في 25 مارس 2015: «استلهم طوبيا من التراث المصري المُعتمد على الحكي شكل روائي جديد في أعماله، فكان سرد الأحداث في روايته» تغريبة بني حتحوت«مُشابها لما في كتب التاريخ والسير الشعبية وألف ليلة، فكان يسرد في خط مستمر للأمام دون الحديث عن الماضي»، وتابع الموقع: «تعُبّر عن دأب وإصرار ذلك الجيل الذي مزقته الأيام، ونهشت وجدانه هزيمة يونيو 1967، فاتجه أبناؤه في جملتهم إلى التراث يغوصون فيه ويستلهمون منه المثل، فكانت الرواية نموذج لجهاد مُبدع أصّر على كتابة رواية مصرية خالصة تنبع من التراث والحضارة المصرية وتُنير سبيل المستقبل، فكانت نموذج ومثال على قدرة الكاتب الاستفادة من الفنون السردية المختلفة، ومحاولة إبداع شكل روائي جديد، فكانت مزيجًا بين الرواية الأدبية والسيرة شعبية والتاريخية».

## الرواية في الإذاعة المصرية
وتحولت الرواية إلى مسلسل إذاعى، كتبها للإذاعة ممدوح عفيفى، أغانى وأشعار عبد الرحمن الأبنودى، إخراج أحمد شوقى، واذيعت على موجة إذاعة صوت العرب. الأداء الصوتى من بطولة يوسف شعبان (رضا الحتحوتي)، فردوس عبد الحميد (أم الخير)، خالد النبوى (مرسي الرضواني)، علا رامى (مبروكة)، فايق عزب (جابر الحتحوتي)، يوسف رجائي (مراد بك)، علي عزب (شيخ البلد).

## وصلات خارجية
https://www.darelhilal.com/News/1263031.aspx تغريبة بني حتحوت (رواية)
https://al-ain.com/article/majid-toubia-last-migration تغريبة بني حتحوت (رواية)
https://www.youtube.com/watch?v=LHe-JqMwC-o تغريبة بني حتحوت (رواية)
https://www.youtube.com/watch?v=WSH78bORJgw تغريبة بني حتحوت (رواية)
https://www.youtube.com/watch?v=6W3mq6QfEUY تغريبة بني حتحوت (رواية)